# Нижни Серги
Нижни Серги (на руски: Нижние Серги) е град в Русия, административен център на Нижнесергински район, Свердловска област. Населението на града към 1 януари 2018 година е 9243 души.

## История
Селището е основано през 1743 година, през 1943 година получава статут на град.